# Tawern
Tawern is een plaats in de Duitse deelstaat Rijnland-Palts, en maakt deel uit van de Landkreis Trier-Saarburg.
Tawern telt 2.658 inwoners.

## Bestuur
De plaats is een Ortsgemeinde en maakt deel uit van de Verbandsgemeinde Konz.

## Bezienswaardigheden
- Romeinse tempelcomplex Tawern
- Romeinse vicus in Tawern